# Eliza Hoxha
Eliza Hoxha (* 5. März 1974 in Mitrovica, Kosovo, SFR Jugoslawien) ist eine kosovarische Pop- und R&B-Sängerin, Architektin, Autorin, Aktivistin und Politikerin. Ihre Musik ist vor allem in den albanischsprachigen Länder und bei der albanischen Diaspora erfolgreich.

## Leben
Hoxha wuchs im Kosovo auf. Sie schloss ihre Grund- und Sekundarschulbildung in Pristina ab, während sie 1994 ihre Hochschulausbildung im Ausland abschloss. Nach einem langen Aufenthalt in Belgien ging sie nach Pristina zurück, wo sie sich auf die Veröffentlichung ihres ersten Liedes vorbereitete.
1997 nahm sie beim Gesangswettbewerb Show Fest teil, mit ihrem Lied Ti. Während des Kosovokriegs zog sie 1998 nach Mazedonien. Nach dem Krieg veröffentlichte sie im Jahr 2000 ihr erstes Album No. 1, welches zu seiner Zeit das meistverkaufte Musikalbum in Kosovo war. Im Jahr 2003 veröffentlichte sie ihr zweites Album 100% Eliza. Im Laufe der Jahre nahm sie an Wettbewerben wie Kënga Magjike oder Top Fest teil. 2009 gewann sie zusammen mit ihrer Gesangspartnerin Rosela Gjylbegu und dem Lied Rruga e Zemrës den ersten Platz bei Kënga Magjikë. Mit dem Titel Peng trat sie am Festivali i Këngës 2018 an und erzielte den elften Platz im Finale.
2006 schloss sie an der Katholieke Universiteit Leuven in Belgien ein postgraduales Studium mit Schwerpunkt Stadtentwicklung ab. Ihr Buch City and Love über Pristina erschien 2013 respektive in Englisch in 2019. Für ihren Einsatz für Frauenrechte wurde sie 2013 mehrfach ausgezeichnet, später auch für ihren Einsatz für Umweltschutz. Für ihr Schaffen erhielt sie zudem mehrere nationale Architekturpreise. Von 2011 bis 2015 war sie Vorstandsvorsitzende der kosovarischen Nationalgalerie. 2018 kurierte sie den kosovarischen Pavillon an der Biennale in Venedig.
Als Architektin unterrichtet sie an der Fakultät für Architektur an der Universität Prishtina mit Schwerpunkt Raumplanung. Zudem promoviert sie an der Technischen Universität Graz. Seit 2019 ist sie auch als Politikerin in der Demokratischen Partei des Kosovo tätig. Bei den Wahlen im Oktober 2019 wurde sie ins Parlament des Kosovo gewählt.

## Diskografie

### Alben
- 2000: No. 1
- 2003: 100% Eliza

### Lieder
- 1996: Jeho Kënga Shqipe
- 1997: Ti
- 1998: Zotit (Feat. Beka & Vullnet Sefaja)
- 2000: Me Ritem do të Vallzoj
- 2000: Drejt Ardhmerisë (Feat. Memli Krasniqi)
- 2000: Ti Po Shkon
- 2001: Dua
- 2001: Ende
- 2002: Pendimi
- 2003: Behu me Trim
- 2003: Ëndrrat
- 2003: Kthehu
- 2003: Mos I Mbyll Sytë
- 2004: Perqafom (Feat. Xuxi & Getoar Selimi)
- 2006: Hajde Sonte
- 2007: Per ata qe S'jan
- 2008: Himni Im
- 2008: Shko
- 2009: Deshpërimi
- 2009: Homazh Per Prishtinen
- 2009: Rruga e Zemrës (Feat. Rosela Gjylbegu)
- 2009: Nje Tjeter Jetë (Feat. Pirro Çako, Rosela Gjylbegu)
- 2010: E Dua Ket Vend
- 2011: Te Dua Veq Ty
- 2011: Perballë Vetvetes
- 2011: Nuk Mundesh (Feat. Dj Dalool)
- 2011: Unë jam si Ti (Feat. Etno Engjujt)
- 2012: E Ardhmja Jemi Ne
- 2012: Mbetem
- 2014: Heshtja e Kanges
- 2016: Ecjen Ti Vazhdo
- 2016: Vendi Im
- 2018: Peng

## Bibliografie
- 2013: Qyteti dhe Dashuria, Qendra për Studime Humanistike „Gani Bobi“, Prishtina, ISBN 978-9951-516-08-2 (Englisch: City And Love. 2019, ISBN 978-9951-651-20-2)
- 2022: Thurje kosovare : ekspozitë [e grave krijuese brenda dhe jashtë Kosovës]. Ausstellungskatalog. Akademia e Shkencave dhe e Arteve e Kosovës, Prishtina, ISBN 978-9951-26-054-1